# Domingo Catalán
Domingo Martín Catalán Lera (1948, Novales, Huesca, España) es un atleta barcelonés de origen aragonés, ganador de la primera Cursa El Corte Inglés (1979) y campeón del mundo de 100 kilómetros (1987 y 1988).

## Trayectoria deportiva

### Comienzos en Barcelona
Se inició en el atletismo a los 16 años de edad cuando debutó en la clásica Jean Bouin en el año 1964, quedando 3.º en la categoría de debutantes. Corría a las órdenes de Gregorio Rojo y con el equipo del FC Barcelona. Desde aquel entonces no paró de participar en innumerables carreras de fondo (de cros, de ruta y en pista), de diferentes distancias, hasta los 100 km.

### Carrera deportiva
En 1970 consiguió el título catalán de 3000 m obstáculos. Y ya en el 1977 debutó en la maratón como miembro del combinado catalán que obtendría el tercer puesto en la clasificación por equipos de la Maratón de Nueva York. 
En 1978 participó y colaboró en la organización de la primera maratón popular celebrada en Cataluña, exactamente en la villa de Palafrugell. Y desde 1980 participó en la maratón de Barcelona, en este año quedó 2.º. 
Fue dos veces campeón de Cataluña de maratón (1980 y 1984) y seis veces campeón de España de 100 km (1985-88, 1990 y 1992). En esta distancia obtuvo dos títulos mundiales (1987 y 1988) y un subcampeonato (1992). Logró las plusmarcas catalanas de 25 km (1979), 30 km (1979) y 100 km (1992) en ruta. En 1987 obtuvo en Niza una marca estratosférica: 6:15:16. No fue homologada; según algunos, por no haberse obtenido en circuito, sino en un trayecto con ligero desnivel negativo.

### Actualmente
Después de 50 años de competiciones, se ha dedicado a su deporte con la tienda de ropa deportiva y con el club de atletismo que lleva su nombre, Domingo Catalán Fondistes Club, creado en 1990.

## Palmarés
- 1983 – mejor marca en Maratón de Barcelona 2h 17’46’’
- 1985 – Santander - 100km. 1.º en el campeonato de España, 6h 31’32’’
- 1986 – Santander - 100km. 1.º en el campeonato de España,6h 32’09’’
- 1987 – Santander - 100km. 1.º en el campeonato de España, 6h36’32’’
- 1987 – Niza - Victoria y récord mundial oficioso en el campeonato del mundo, 6h 15’16’’
- 1988 – Santander- 100km. 1.º en el campeonato de España y del mundo, 6h 34’41’’
- 1988 – Palamós- 100km. 1.º en el campeonato del mundo.
- 1988 – Corre en Sudáfrica.
- 1990 – Palamós – 100km. 1.º en el campeonato de España. 6h 47’01’’
- 1992 – Madrid – 100km. 1.º en el campeonato de España. 6h 50’ 14’’
- 1992 – Palamós – 100km 2.º en el campeonato del mundo.

- 1984 – Abre la tienda especializada en calzado para correr.
- 1990 –  Se crea Domingo Catalán Fondistes Club.